# La Mesa (Jalisco)
La Mesa es una localidad del estado mexicano de Jalisco. Es parte del municipio de Zapotlán el Grande.

## Demografía
| Gráfica de evolución demográfica |
|                                  |

| Censo | Población |
| ----- | --------- |
| 1910  | 10        |
| 1921  | —         |
| 1930  | 24        |
| 1940  | 243       |
| 1950  | 420       |
| 1960  | 489       |
| 1970  | 733       |
| 1980  | 754       |
| 1990  | 800       |
| 2000  | 842       |
| 2010  | 851       |
| 2020  | 1 018     |